# Merlin (televisieserie)
Merlin is een Britse fantasy- en avonturenserie, bedacht door Julian Jones, Jake Michie, Julian Murphy en Johnny Capps. De serie werd voor het eerst uitgezonden bij de BBC op 20 september 2008. De serie is geïnspireerd door de legende van Koning Arthur en gaat over de vriendschap tussen tovenaar Merlijn en Prins Arthur. Op verschillende punten wijkt de serie echter af van de traditionele vertellingen van de serie. Merlin wordt geproduceerd door de onafhankelijke productiemaatschappij Shine Limited.
Er zijn vijf seizoenen, van elk 13 afleveringen, uitgezonden door de BBC en diverse andere zenders wereldwijd. In de Verenigde Staten wordt Merlin uitgezonden door Syfy. In Nederland is seizoen 1 van de serie eind 2009 uitgezonden door de KRO op Nederland 3 onder de naam "The adventures of Merlin". Tevens is begin 2012 seizoen 3 en in de nacht van 5 december seizoen 4 van Merlin uitgezonden op Veronica. Johnny Capps en Julian Murphy, van Shine TV, hebben 24 juli 2011 bevestigd dat de BBC een vijfde en laatste seizoen heeft besteld. Dit seizoen werd in oktober 2012 bij de BBC uitgezonden.
De opnamen van de serie vonden onder meer plaats in Château de Pierrefonds (Oise, Frankrijk) wat model staat voor Camelot.

## Verhaal
Merlin is een jonge tovenaar die door zijn moeder naar Camelot wordt gezonden, om in te komen wonen bij de hofarts, Gaius. Hij ontdekt dat de koning, Uther Pendragon het gebruik van magie verafschuwt, en heeft verboden door het hele koninkrijk. Merlin moet zijn magie dan ook verborgen houden om niet het risico te lopen geëxecuteerd te worden. Verder ontdekt Merlin dat Uther een draak gevangen houdt onder Camelot. Deze draak, de laatste op de wereld, openbaart aan Merlin dat hij een belangrijke rol zal spelen in het beschermen van Uther's zoon Arthur. Arthur zal, zo zegt de draak, een beter en eerlijker koninkrijk vormen. Hetgeen voor Merlin moeilijk te geloven valt aangezien Merlin het idee heeft dat Arthur een arrogante, omhooggevallen prins is. Andersom heeft Arthur ook geen hoge dunk van Merlin.
Morgana, Uthers beschermeling, beschikt over voorspellende gaven die ze, vanwege Uthers opvattingen over magie, verborgen houdt. In de loop van het verhaal ontwikkelt Morgana een afkeer voor het bewind dat Uther al die jaren heeft gevoerd over diegenen met magie. Uiteindelijk lukt het haar, met hulp van diverse partners, om Uther om te brengen, waardoor Arthur het koningschap op zich moet nemen. Morgana blijkt zowel Uthers beschermeling als Uthers dochter te zijn, waardoor zij evenveel recht heeft op de troon als Arthur. Het lukt haar echter niet om de troon te bemachtigen, dus blijft ze een strijd voeren tegen Camelot. Ze wordt bijgestaan door verschillende bondgenoten, die haar niet voor lang steunen, waardoor ze slechter en slechter wordt.

## Personages en acteurs
- Caroline Faber als Hunith, een radeloze moeder die Merlijn naar Gaius stuurt voor zijn toveropleiding
- Colin Morgan als Merlijn, een jonge tovenaar die probeert zijn krachten verborgen te houden
- Bradley James als Prins Arthur, zoon van Uther Pendragon en Koning van Camelot
- Richard Wilson als Gaius, de geneesheer van Camelot en leermeester van Merlijn
- Anthony Head als Uther Pendragon, de vader van Arthur en overleden koning van Camelot (in seizoen 4 aflevering 3)
- Angel Coulby als Guinevere (Gwen), bediende van Morgana en geliefde van Koning Arthur . In seizoen 4 aflevering 13 trouwt ze met Koning Arthur en wordt zo Koningin van Camelot
- Katie McGrath als Lady Morgana, een wees onder de hoede van Uther en helderziende. Eerst houdt ze van Uther, maar nadat ze heeft ontdekt en geaccepteerd dat ze magie heeft, haat ze Uther. In seizoen 4 is ze verbannen van Camelot
- John Hurt als de grote draak/Kilgarrah: Merlijns mentor en een van de weinigen die weet dat hij magische krachten heeft
- Santiago Cabrera als Lancelot, een gewone man die een ridder van Camelot wil worden. Hij sterft in het begin van het vierde seizoen (aflevering 2)
- Eoin Macken als Sir Gwaine
- Adetomiwa Edun als Sir Elyan, de broer van Guinevere, sterft in seizoen 5 aflevering 4
- Tom Hopper als Sir Parzival
- Rupert Young als Sir Leon
- Emilia Fox als Morgause, de halfzus van Morgana. Zij doet er alles aan om Camelot te laten vallen. Zij sterft in het begin van het 4de seizoen.
- Asa Butterfield en Alexander Vlahos als Mordred, een druïde jongen die Morgana en Merlin hebben gered in seizoen 1 aflevering 8. Merlin ontdekt dat hij later Arthur zal vermoorden, In seizoen 2 speelde Butterfield de rol van Mordred nog twee keer. In seizoen 5 nam Vlahos de rol over en wordt hij ridder van Camelot. Wanneer zijn geliefde door Arthur wordt gedood, keert Mordred terug naar Morgana (in seizoen 5 aflevering 11). Hij neemt het in de eindaflevering op tegen Arthur en is de persoon die Arthur doodt.
- Nathaniel Parker als Agravaine de broer van Ygraine. Hij lijkt goed maar helpt in het geheim Morgana. Hij sterft door de magie van Merlin (in seizoen 4 aflevering 13).

## Afleveringen

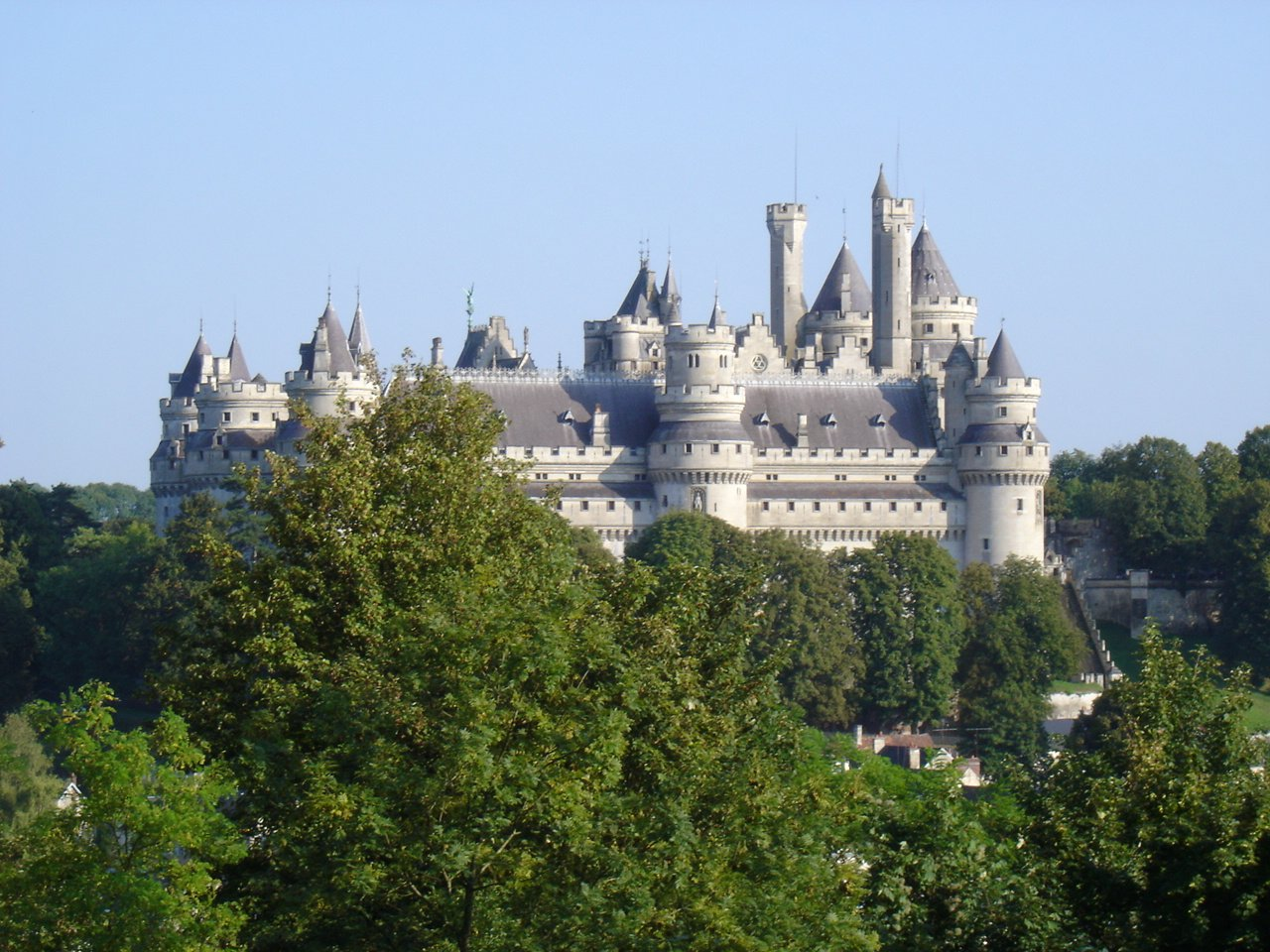
"Camelot"

### Seizoen 1 (2008)
1. The Dragon's Call
2. Valiant
3. The Mark of Nimueh
4. The Poisoned Chalice
5. Lancelot
6. A Remedy to Cure All Ills
7. The Gates of Avalon
8. The Beginning of the End
9. Excalibur
10. The Moment of Truth
11. The Labyrinth of Gedref
12. To Kill the King
13. Le Morte d'Arthur

### Seizoen 2 (2009)
1. The Curse of Cornelius Sigan
2. The Once and Future King
3. The Nightmare Begins
4. Lancelot and Guinevere
5. Beauty and the Beast - Part 1
6. Beauty and the Beast - Part 2
7. The Witchfinder
8. The Sins of the Father
9. The Lady of the Lake
10. Sweet Dreams
11. The Witch's Quickening
12. The Fires of Idirsholas
13. The Last Dragonlord

### Seizoen 3 (2010)
1. The Tears of Uther Pendragon - Part 1
2. The Tears of Uther Pendragon - Part 2
3. Goblin's gold
4. Gwaine
5. The Crystal Cave
6. The Changeling
7. The Castle Of Fyrien
8. Eye Of The Phoenix
9. Love in the Time of Dragons
10. Queen of Hearts
11. The Sorcerer's Shadow
12. The Coming of Arthur - Part 1
13. The Coming of Arthur - Part 2

### Seizoen 4 (2011)
1. The Darkest Hour - Part 1
2. The Darkest Hour - Part 2
3. The Wicked Day
4. Aithusa
5. His Father's Son
6. A Servant of Two Masters
7. The Secret Sharer
8. Lamia
9. Lancelot du Lac
10. A Herald of the New Age
11. The Hunter's Heart
12. The Sword in the Stone (Part 1)
13. The Sword in the Stone (Part 2)

### Seizoen 5 (2012)
1. Arthur's Bane (Part 1)
2. Arthur's Bane (Part 2)
3. The Death Song of Uther Pendragon
4. Another's Sorrow
5. The Disir
6. The Dark Tower
7. A Lesson in Vengeance
8. The Hollow Queen
9. With All My Heart
10. The Kindness of Strangers
11. The Drawing of the Dark
12. The Diamond of the Day (Part 1)
13. The Diamond of the Day (Part 2)